# Игор Ангеловски
Игор Ангеловски (Скопље, 2. јун 1976), македонски фудбалски тренер и бивши играч. Био је селектор репрезентације Северне Македоније.

## Играчка каријера
Играо је у Првој лиги Словеније за Цеље између 1998. и 2000.

## Тренерска каријера
У октобру 2015, Ангеловски је именован за новог селектора македонске репрезентације наследивши тако Љубинка Друловића који је отишао у Партизан. До децембра 2015, Ангеловски је водио Работнички у Првој лиги Македоније.
Селекцију своје земље први пут је одвео на Европско првенство након победе у финалу плеј-офа против Грузије 2020. године. Северна Македонија се на Европском првенству налазила у групи Ц, где су биле Украјина, Холандија и Аустрија.

## Статистика тренерске каријере
Ажурирано 21. јуна 2021.
| Тим                | Држава             | Од            | До             | Рекорд | Рекорд | Рекорд | Рекорд | Рекорд |
| Тим                | Држава             | Од            | До             | О      | П      | Н      | И      | П %    |
| ------------------ | ------------------ | ------------- | -------------- | ------ | ------ | ------ | ------ | ------ |
| Работнички         | Северна Македонија | јул 2013.     | децембар 2015. | 86     | 43     | 24     | 19     | 050,00 |
| Северна Македонија | Северна Македонија | октобар 2015. | јун 2021.      | 53     | 23     | 11     | 19     | 043,40 |

## Успеси
Као играч
- Куп Македоније: 2002/03.
- Финалиста Купа Македоније: 2001/02.

Као тренер
- Првак Прве лиге Македоније: 2013/14.
- Победник Купа Македоније: 2013/14, 2014/15.